# 瀬戸朝香
瀬戸 朝香（、1976年〈昭和51年〉12月12日 - ）は、日本の女優。本名は、井ノ原 恵美（旧姓：家田）。芸名の瀬戸は出身地の瀬戸市から取ったもの。
愛知県瀬戸市出身。所属事務所はフリーランス（業務提携をフォスターとしている）。夫は元V6で俳優、タレント、実業家の井ノ原快彦。

## 来歴
瀬戸市立幡山中学校在学時に自宅でスカウトされる。中学卒業と同時に東京都に移り、芸能界入りした。デビュー以来、コンスタントにテレビドラマや映画の出演を続けている。
1993年に出演したコーセー化粧品『ルシェリ』のCFで注目を集める。
1994年、フジテレビの月9枠で放送された『君といた夏』でヒロインに抜擢され、ブレイクを果たす。
2007年9月28日、V6（当時）の井ノ原快彦との結婚を発表、翌29日に婚姻届を提出した。2008年5月3日、挙式・披露宴を行った。2009年9月11日、第一子の妊娠を発表。2010年3月2日、長男を出産。
2011年12月スタートのテレビドラマ、『悪女たちのメス』では仲間由紀恵と共に悪女を演じ産後復帰を果たし、2012年10月期『TOKYOエアポート〜東京空港管制保安部〜』で連続ドラマ復帰を果たした。
2013年7月13日、第二子の妊娠を報告。11月22日、女児を出産した。
2019年2月22日、地元である瀬戸市の広報大使に就任。同日、会見と瀬戸市まちづくりシンポジウムのトークイベントに参加した。2020年には器のイベントで広報大使として参加した。
2021年、自身で立ち上げたアクセサリーブランド『tieta°』 のディレクターを務める。
2022年2月6日、所属事務所フォスターを同年5月末で退社し、以後はフリーの立場で同社と業務提携という形になることを発表した。独立後に長年応援してくれるファンと交流したいと思い、ファンクラブを立ち上げた。

## 人物・エピソード
- 芸名は出身地の愛知県瀬戸市からきている。芸名を決める際に「あなたには朝香という名前を絶対つけたい」と下の名前はスタッフが即決したが、なかなか決まらなかった名字は結局出身地名で決まり、それで姓名判断で調べてみたら本人曰く「凄い良かった」という。本人も「今となっては瀬戸市を背負ってる感じ」と後日話していたことがある[21]。
- スカウトの担当者が、瀬戸市で『可愛い子はいないか』と聞き込みをしていたところ、どの人も口にする名前があって、それが今の「瀬戸朝香」だった。
- 10代の頃はアイドルとしての扱いだったが、1996年のTVドラマ『Age,35 恋しくて』では、当時19歳の瀬戸が26歳～33歳の、男に依存しない女性役を演じて以来、一本筋の通った芯の強い女性の役柄で女優として独自の境地を開いた。その後、さまざまな役に挑戦するが、2005年の『離婚弁護士II〜ハンサムウーマン〜』以来、再び芯の強い女性の役柄も演じている。
- 10代の頃はホームシックになっていた。友達がほとんどいない状況で、楽しみを見つける事すら出来ず泣いてばかりの日々であった[22]。
- 家族は母[23][4]、姉、兄[24][25][26]、祖母[27]。姉や兄の家族と度々旅行へ行っている[28][29][30]。ドラマの撮影中に祖父が亡くなっており[31]、祖父が守っていた畑は母と兄が野菜を作っている[27]。
- へそピアスを開けており、おへそにピアスホールの穴を開ける時は泣いてしまう程痛かったとのこと[32]。
- 絵心がないと明かしている[33][34]。
- 地元の瀬戸が大好き[35]で、デビューしてからも仕事の合間に時間があれば帰りたくなって、瀬戸に帰っていた[36][29]。車の免許を取ってからは、ドラマの撮影後に車でそのまま実家へ頻繁に帰っていた。東京には「行く」、瀬戸には「帰る」と言っていた。東京には帰ると言いたくなかった。それぐらい「瀬戸は大好きなホームグラウンド」だという[36]。
- デビュー30周年を記念して行ったファンイベントをきっかけに、2022年には地元の中外陶園とコラボレーションしてオリジナルの陶器を作った[36][37]。
- いまだにイントネーションでは苦労することがあり、あまり使わない表現では思わず瀬戸のイントネーションになってしまう。今も瀬戸弁は話せるが、子供に時々真似されて、ちょっとそれ違うんだよね～と言いながら楽しんでいる[36]。

## 趣味
- ドライブ
  - 子供の頃からクルマを運転する大人に憧れの気持ちを持っていた。18歳で運転免許を取得する[4]。車は4〜5年ごと乗り換えているが、“クルマ好き”ではない。「次はどのクルマに乗りたいとか考えているわけではないんです。趣味とかライフスタイルが変わっていくのにあわせて、クルマも変わっていく感じ。一貫しているのは、大きいクルマが好き」だという[20]。
- ものづくり
  - 旅先でも「〇〇体験」と名の付くものをする。地元瀬戸市でも子どもたちを連れて定期的に瀬戸の商店街や道の駅、その他の場所でろくろや、手びねり、絵付けなどその時の気分に合わせて行っている[38][33][34]。
- 音楽
  - 好きな歌手はゴスペラーズ[39]、宇徳敬子[40]、プリンセス プリンセス[41]、安室奈美恵[42]。

## 嗜好
- 好きな食べ物は綿飴[43]、きゅうり[44]
- 嫌いな食べ物は醤油ラーメン。
- 人を驚かせたり突然の行動をしたりするのが大好きである[45][46]。

## 交友関係
- 元アイドルをしていた望月まゆは、同じ事務所に所属していて、ほぼ同時期にデビューし、仲良くしていた[47]。
- 山口香緒里はデビュー当時から一緒で、同じ事務所の同期だった[48]。

## 出演

### テレビドラマ
- 木曜劇場 素晴らしきかな人生（1993年7月1日 - 9月16日、フジテレビ） - 主人公・高畑結女（高校生時代） 役 ※ドラマ初出演
- 水曜劇場 もう涙は見せない（1993年10月20日 - 12月22日、フジテレビ） - 加納夕貴 役
- 死刑台のエレベーター（1993年11月19日、フジテレビ） - 新田葉子 役
- 東芝日曜劇場 スウィート・ホーム（1994年1月9日 - 3月27日、TBS） - 宮坂菜穂 役
- 世にも奇妙な物語（フジテレビ）
  - '94春の特別編 「転校生」（1994年3月30日） - 主演・姫野栄子 役
  - '04秋の特別編 「空白の人」（2004年9月20日） - 主演・川越由紀 役
- 君といた夏（1994年7月4日 - 9月19日、フジテレビ） - 佐野朝美 役
- 月曜ドラマ・イン 東京大学物語（1994年10月10日 - 12月19日、テレビ朝日） - 主演・水野遥 役
- 私はニュースキャスター 迷惑でしょうが（1995年4月6日、TBS）
- 日本一短い「母」への手紙「嫁ぐ日」（1995年4月6日、日本テレビ） - 主演
- 終らない夏（1995年7月19日 - 9月20日、日本テレビ） - 主演・工藤向日葵 役
- Missダイヤモンド（1995年10月19日 - 12月14日、テレビ朝日） - 主演・咲坂ナナ 役
- Age,35 恋しくて（1996年4月18日 - 6月27日、フジテレビ） - 照井ミサ 役
- 友達の恋人（1997年4月10日 - 6月26日、TBS） - 主演・水沢晶 役
- 成田離婚（1997年10月15日 - 12月17日、フジテレビ） - 主演・田中夕子 役
- ボーイハント（1998年7月6日 - 9月21日、フジテレビ） - 中田千里 役
- ナニワ金融道4（1999年、フジテレビ） -  山川しのぶ 役
- P.S. 元気です、俊平（1999年6月24日 - 9月16日、TBS） - 太田原桃子 役（ヒロイン）
- 晴れ着ここ一番（2000年3月31日 - 6月16日、NHK総合） - 主演・今野あづき 役
- 催眠（2000年7月9日 - 9月17日、TBS） - 蒼井由夏 役
- さよなら、小津先生（2001年10月9日 - 12月18日、フジテレビ） - 足利みゅー 役
- 大河ドラマ 利家とまつ〜加賀百万石物語〜（2002年1月6日 - 12月15日、NHK総合） - 淀殿 役
- 真夜中は別の顔（2002年4月1日 - 5月23日、NHK総合） - 主演・蓮井ノエル 役
- 天国のダイスケへ〜箱根駅伝が結んだ絆〜（2003年1月2日、日本テレビ系） - 早瀬由比子 役
- 熱烈的中華飯店（2003年1月8日 - 3月12日、フジテレビ） - 三村奈々子 役
- 新・夜逃げ屋本舗（2003年4月16日 - 6月25日、日本テレビ） - 赤根杏子 役
- 大奥〜第一章〜（2004年10月7日 - 12月16日、フジテレビ） - お万（慶光院） 役
- 離婚弁護士II〜ハンサムウーマン〜（2005年4月19日 - 6月28日、フジテレビ） - 佐伯絵里 役
- 27歳の夏休み（2005年6月30日、TBS、木村佳乃と共に主演） - 主演・住田莉沙 役
- 女系家族（2005年7月7日 - 9月15日、TBS） - 矢島千寿 役
- 今夜ひとりのベッドで（2005年10月20日 - 12月22日、TBS） - 友永友 役
- 愛の流刑地（2007年3月20日・21日、日本テレビ） - 織部深雪 役
- ライフ〜壮絶なイジメと闘う少女の物語〜（2007年6月30日 - 9月15日、フジテレビ） - 戸田和佳絵 役
- ハチミツとクローバー（2008年1月8日 - 3月18日、フジテレビ） - 原田理花 役
- 夢をかなえるゾウ(男の成功篇)（2008年10月2日、読売テレビ） - 氷室絢子 役
- 花の誇り（2008年12月20日、NHK総合） - 主演・田鶴 役
- 朝食亭（2009年、WOWOW） - 主演・高見美沙子 役
- となりの芝生（2009年7月1日 - 9月16日、TBS） - 主演・高平知子 役
- 金曜プレステージ特別企画
  - 悪女たちのメス（2011年12月9日、フジテレビ） - 中原永遠子 役
  - 女秘匿捜査官 原麻希 アゲハ（2012年7月13日、フジテレビ）  - 主演・原麻希 役
- TOKYOエアポート〜東京空港管制保安部〜（2012年10月14日 - 12月23日、フジテレビ） - 竹内裕美 役
- ST 赤と白の捜査ファイル（2014年7月 - 9月、日本テレビ） - 松戸紫織 役
- 女の中にいる他人[49]（2017年1月 - 2月、NHK BSプレミアム） - 主演・田沼百合子 役
- きみが心に棲みついた（2018年1月 - 3月、TBS） - 堀田麻衣子 役[50]
- 三匹のおっさん 新春ドラマスペシャル・三匹のおっさんリターンズ!（2019年1月14日、テレビ東京） -  高木沙織（栗子） 役
- ドクターX〜外科医・大門未知子〜 第7期 第8話（2021年12月2日、テレビ朝日） - 八神さつき 役[51]
- アンサンブル（2025年1月18日 - 3月22日、日本テレビ） - 小山祥子 役[52]

### 映画
- 湾岸バッド・ボーイ・ブルー（1992年、イエスエス＝TBS配給）
- 大失恋。（1995年、東映配給） - 典子 役
- のぞき屋（1995年、東映配給） - 高見沢レイカ 役
- シャ乱Qの演歌の花道（1997年、東宝配給） - 珠美 役
- 催眠（1999年、東宝配給）
- バレット・オブ・ラブ（2001年香港映画、ギャガ配給） - アン、ユウ 役（一人二役）
- とらばいゆ Travail（2001年、ザナドゥー、ショウゲート配給） - 主演・本城麻美 役
- NIN×NIN 忍者ハットリくん THE MOVIE（2004年、東宝配給） - ゲスト出演
- 2/2（2005年、ティ・ジョイ配給） - 主演・上田莉花 役
- 着信アリ2（2005年、東宝配給）野添孝子 役
- BLACK NIGHT（第二夜「闇」）（2006年日本＝香港＝タイ合作映画、ムービーアイ・エンタテインメント配給） - 主演・磯村由紀 役
- デスノート 前編 （2006年、ワーナー・ブラザース配給） - 南空ナオミ 役
- それでもボクはやってない（2007年、東宝配給） - 須藤莉子 役
- 怪談（2007年、松竹配給） - お賤 役
- DIVE!!（2008年、角川映画配給） - 麻木夏陽子 役
- L change the WorLd（2008年、ワーナー・ブラザース映画配給） - 南空ナオミ 役
- 聯合艦隊司令長官 山本五十六（2011年12月、東映配給） - 谷口志津 役[53]
- 上京ものがたり（2013年8月24日公開、ファントムフィルム） - 吹雪 役
- 舞妓はレディ（2014年9月13日、東宝、監督：周防正行） - 西郷春子の母（写真出演） 役
- ST 赤と白の捜査ファイル（2015年1月10日公開、東宝） - 松戸紫織 役
- 青春ゲシュタルト崩壊（2025年6月13日、ナカチカピクチャーズ） - 雨村叶乃 役[54][55]

### 情報番組
- 住まいのダイエット（朝日放送、2017年4月2日 - 9月24日） - ナビゲーター&ナレーション

### バラエティ
- 王道バラエティ つかみはOK!（1993年10月13日 - 1994年3月9日、TBS）

他多数

### ラジオ
- 瀬戸朝香 せーとー派宣言（1994年10月 - 1996年3月、ニッポン放送）

### 吹き替え
- 最後の恋のはじめ方（2005年） - サラ・ミラス（エヴァ・メンデス）役

### 劇場アニメ
日本語版吹替え
- リトルプリンス 星の王子さまと私（2015年11月21日） - 女の子の母親 役[56]

### 広告
- コーセー化粧品「ルシェリ」（1993年）
- JR東海「東京プラスワン」（1993年 - 1994年）
- TDK（1993年）
- オリエンタルランド・東京ディズニーランド（1994年）
- 電源開発（1994年）
- リプトン紅茶（1994年）
- ネッスルマッキントッシュ（1994年）
- 名古屋市市民局（1994年）
- ライオン（1994年）
- 日立製作所「エアコン白くまくん」（1994年 - 1999年）
- コダック スナップキッズ「見た目で選んで何が悪いの!」篇（1995年）
- キリンビバレッジ 「きりり」（1994年 - 1997年）プロレスラーのアジャ・コングと共演。
- シオノギ「セデス」（頭痛薬）
- 三菱自動車工業「ミニカ」
- 花王ソフィーナ「ラスティング」
- カネボウ化粧品「テスティモ」
- メイベリン
- DDIセルラーグループ（現 KDDI・沖縄セルラー電話）（1997年 - 1998年）渡部篤郎と共演。
- 理想科学工業 「オルフィス」（2004年 - 2008年）
- ロッテスノー「ヘルシー&ビューティー アイスを食べて、キレイになろう。」（2005年 - 2006年）
- アランセラ化粧品 「ハタチが、嫉妬する」篇（2006年 - 2007年）
- ユニ・チャーム 「ソフィ・はだおもい」（2007年 - 2008年）
- 資生堂・ELIXIR SUPERIEUR「女は、いつだって変われる。」篇（2008年 - 2009年）
- 花王「キュキュット ハンドビューティー」（2010年 - ）
- NTTドコモ「スマートフォン GALAXY Tab」（2010年 - ）渡辺謙、岡田将生と共演。
- ネスカフェ「ネスカフェ ドルチェグスト」（2010年 - ）
- 味の素「コンソメ」（2011年 - ）
- マリモ「ポレスターマンション」（2011年 - ）
- 花王「ビオレu」（2011年 - ）
- カネボウ化粧品「エビータ・ファーステージ」（2012年 - ）風吹ジュン、樋口可南子と共演。
- 花王「ヘルシア五穀めぐみ茶」（2012年 - ）
- 大鵬薬品工業 「けんか」篇 「ありがとう」篇 （2013年 - ）
- ゼスプリキウイフルーツ（2014年5月）[57]
- ショップチャンネル（2014年6月 - ）
- ピジョン「ランフィ」（2014年-2016?年）

## ディスコグラフィー

### シングル
| 品名                   | 発売日         | 製品番号 | 曲名                                        | 作曲者     | 作詞者     | 備考 |
| ---------------------- | -------------- | -------- | ------------------------------------------- | ---------- | ---------- | --- |
| 夏色の「永遠」         | 1995年07月21日 | PCDA-742 | 夏色の「永遠」                              | 西脇唯     | 西脇唯     | 日本テレビ系ドラマ『終らない夏』エンディングテーマ |
| 夏色の「永遠」         | 1995年07月21日 | PCDA-742 | いつか出逢う、きっと出逢う                  | 山口美央子 | 及川眠子   | 他に及川眠子が書いたポエムの朗読有。 |
| この情熱はダイヤモンド | 1995年11月01日 | PCDA-783 | この情熱はダイヤモンド                      | 宇徳敬子   | 宇徳敬子   | テレビ朝日系ドラマ『Missダイヤモンド』主題歌、三菱自動車工業「ミニカ」広告曲。自ら宇徳敬子のファンである事を公言していた瀬戸朝香本人からの楽曲製作の依頼により、「この情熱はダイヤモンド」及び「Eternity」（アルバム『Eternal Moment』1曲目として収録）が製作され、宇徳敬子自身も作詞・作曲の他にバックコーラスとしても参加している。 |
| この情熱はダイヤモンド | 1995年11月01日 | PCDA-783 | 内緒でドライブ、一人でライブ                | 上田知華   | 大森祥子   | |
| 離さない 離せない      | 1996年04月19日 | PCDA-840 | 離さない 離せない                           | 西脇唯     | 西脇唯     | 日本コダック「スナップキッズEX」広告曲 |
| 離さない 離せない      | 1996年04月19日 | PCDA-840 | 生まれ変るとしても （スプリングバージョン） | 清岡千穂   | 神埼カオル | |
| White                  | 1996年10月02日 | PCDA-896 | White                                       | 高橋研     | 大本友子   | 明治製菓（現・明治）「リミット」広告曲 |
| White                  | 1996年10月02日 | PCDA-896 | 出逢えてよかった                            | 西脇唯     | 西脇唯     | |

### アルバム
| 品名                           | 発売日         | 製品番号  |
| ------------------------------ | -------------- | --------- |
| Eternal Moment                 | 1995年12月06日 | PCCA-843  |
| To Love                        | 1996年12月04日 | PCCA-1045 |
| Myこれ!クション 瀬戸朝香ベスト | 2002年09月04日 | PCCA-1738 |

### ビデオ
- A・S・N・Y（1995年8月19日 PCVP-51704）

## 書籍

### 写真集
- 夢駆（1995年7月1日、集英社・撮影：中村昇）
- GRACIAS!（2000年1月1日、ワニブックス・撮影：渡辺達生）
- STAZIONE（2004年3月25日、朝日出版社・撮影：丸谷嘉長）
- ASIAN（2004年5月26日、朝日出版社・撮影：藤代冥砂）

## 受賞
- キネマ旬報賞 新人女優賞（1992年）[要出典]
- 第32回ゴールデン・アロー賞 グラフ賞（1995年）
- 日本新語・流行語大賞（1995年）- トップテン「見た目で選んで何が悪いの！」[58]
- エランドール賞（1997年）
- 第2回ベストフォーマリスト賞（2001年）
- 第5回富川映画祭 出品「バレット･オブ･ラブ」（2001年）
- 第28回ドーヴィル映画祭 出品「とらばいゆ」（2002年）[59]
- 第24回ヨコハマ映画祭 主演女優賞（2003年）
- 第30回香港国際映画祭 出品「BLACK NIGHT」（2006年）
- COTTON USAアワード（2011年） - Mrs.COTTON USA
- 第68回カンヌ国際映画祭 招待作品「リトルプリンス 星の王子さまと私」（2015年）